# گرمازایی
گرمازایی یا ترموژنز (به انگلیسی: Thermogenesis) فرایند تولید گرما در جانداران است. این عمل در همه جانوران خونگرم و همچنین در چند گونه از گیاهان گرمازا مانند کلم مرداب شرقی، سوسن وودو (Sauromatum venosum) و نیلوفرهای آبی غول‌پیکر از سردهٔ ویکتوریا دیده می‌شود. دارواش کوتوله کاجی، Arceuthobium americanum، دانه‌های خود را به‌طور انفجاری از طریق گرمازایی پراکنده می‌کند.

## انواع
بستگی به اینکه آیا آنها از طریق حرکت و جنبش عمدی ماهیچه آغاز می‌شوند یا نه، فرآیندهای گرمازایی را می‌توان به عنوان یکی از موارد زیر طبقه‌بندی کرد:
- گرمازایی فعالیت ورزشی (EAT)
- گرمازایی فعالیت غیرورزشی (NEAT)، انرژی صرف‌شده برای هر چیزی که خواب، غذا خوردن یا ورزش شبیه به ورزش نیست.[۲]
- گرمازایی ناشی از رژیم غذایی (DIT)

### لرزیدن
یک روش برای افزایش دما از طریق لرزیدن است. گرما تولید می‌کند زیرا تبدیل انرژی شیمیایی آدنوزین‌تری‌فسفات (ATP) به انرژی جنبشی سبب می‌شود که تقریباً تمام انرژی به صورت گرما نشان داده شود. لرز فرآیندی است که طی آن دمای بدن پستانداران در خواب زمستانی (مانند برخی از خفاش‌ها و سنجاب‌های زمینی) با خروج این جانوران از خواب زمستانی افزایش می‌یابد.

### بدون لرزیدن

آبشار فعال‌سازی ترموژنین در سلول‌های بافت چربی قهوه‌ای

استیلکولین باعث تحریک عضلات می‌شود تا نرخ سوخت‌وساز را افزایش دهد.
تقاضای کم ترموژنز به این معنی است که اسیدهای چرب آزاد در بیشتر موارد از لیپولیز به عنوان روش تولید انرژی استفاده می‌کنند.
فهرست جامعی از ژن‌های انسان و موش تنظیم‌کننده گرمازایی ناشی از سرما (CIT) در جانوران زنده (in vivo) یا نمونه‌های بافتی (ex vivo) جمع‌آوری شده است و در CITGeneDB موجود است.

## تنظیم
گرمازایی بدون لرز عمدتاً توسط هورمون تیروئید و سیستم عصبی سمپاتیک تنظیم می‌شود. برخی از هورمون‌ها، مانند نوراپی‌نفرین و لپتین، ممکن است با فعال کردن سیستم عصبی سمپاتیک، گرمازایی را تحریک کنند. افزایش سطح انسولین پس از خوردن غذا ممکن است مسئول گرمازایی ناشی از رژیم غذایی (اثر گرمایی غذا) باشد. پروژسترون همچنین دمای بدن را افزایش می‌دهد.